# 피어린 구월산
"피어린 구월산"은 1965년 공개된 대한민국의 영화이다.

## 배역
- 신영균 : 김철 역
- 김지미
- 추석양
- 독고성
- 이대엽 : 찬도 역
- 장동휘 : 사령관 역
- 최성호
- 최남현
- 박암
- 이향
- 주선태
- 최지희
- 강미애
- 정애란
- 권오상
- 전창근
- 변기종
- 김칠성
- 이업동
- 윤일주
- 최일
- 이영
- 김기범
- 이주일
- 양일민
- 유계선
- 고설봉
- 박상익
- 성소민
- 이빈화
- 조항
- 박병기
- 박양원
- 박노식
- 임성보
- 최준